# Bišče
Bišče – wieś w Słowenii, w gminie Domžale. W 2018 roku liczyła 244 mieszkańców.